# Deborah McNulty
Deborah „Debra“ McNulty, geborene Wolski (* 6. Juni 1955; † 6. November 2011 in Los Angeles, Kalifornien) war eine US-amerikanische Maskenbildnerin und Emmy-Preisträgerin.

## Leben
Deborah McNulty wurde am 6. Juni 1955 als Tochter von Eugene und Marion Wolski geboren. Nach Schule und Ausbildung arbeitete sie über zwei Jahrzehnte als Maskenbildnerin und Haarstylistin in der Film- und Fernsehindustrie. Für ihre Arbeit an der HBO-Fernsehserie Deadwood, für die sie als Maskenbildnerin und Maskenassistentin an 24 Folgen tätig war, wurde sie am 18. September 2005 im Shrine Auditorium in Los Angeles mit bedeutendsten Fernsehpreis der Vereinigten Staaten, dem Emmy, ausgezeichnet.
Sie war Mutter zweier Töchter, Natalie und Kelly McNulty. Nach längerer Krankheit verstarb sie im Alter von 56 Jahren am 6. November 2011 im Universitätsklinikum der University of California in Los Angeles. McNulty hinterließ neben ihren Töchtern und ihrer Mutter, ihren Bruder Eugene Wolski Jr.

## Filmografie
- 1983: Errol Flynn: Portrait of a Swashbuckler (Maskenbildnerin)
- 1993: Parfüm des Todes (Desire) (Leitende Haarstylistin)
- 1994: Beyond Justice – Eiskalte Rache (Guardian Angel) (Friseurin und Maskenbildnerin)
- 1994: Open Fire; auch: Mission Open Fire (Friseurin und leitende Maskenbildnerin)
- 1995: Scanner Cop II (Leitende Haarstylistin und leitende Maskenbildnerin)
- 1996: Die Schlampe – Karriere um jeden Preis; auch: The Bitch (The Secretary) (Maskenbildnerin)
- 1996: Kounterfeit (Friseurin und Maskenbildnerin)
- 1996: One Tough Bastard (Leitende Haarstylistin und leitende Maskenbildnerin)
- 1997: 9 1/2 Wochen in Paris (Love in Paris) (Friseurin und Maskenbildnerin)
- 1998: Kinder des Zorns 5 – Feld des Terrors (Children of the Corn V: Fields of Terror) (Leitende Maskenbildnerin)
- 1998: The Mighty – Gemeinsam sind sie stark (The Mighty)
- 1999: Kinder des Zorns 6 – Isaacs Rückkehr; (Children of the Corn 666: Isaac’s Return)  (Leitende Haarstylistin und ltd. Maskenbildnerin)
- 2000: Partners (Fernsehfilm) (Haarstylistassistentin und Maskenassistentin)
- 2000: Stanley’s Gig (Maskenbildnerin)
- 2000: Whipped – Vernascht; auch: Vernascht! (Whipped) (Leitende Maskenbildnerin)
- 2004: Tremors 4 – Wie alles begann (Tremors 4: The Legend Begins) (Maskenassistentin)
- 2004–2005: Deadwood (Fernsehserie, als Maskenbildnerin an 15 Folgen; als Maskenassistentin an neun Folgen)
- 2007: Man in the Chair
- 2009: Get Sexy! Workouts: Learn, Firm & Tone

## Auszeichnung
- 2005: Emmy für das Historiendrama Deadwood